# Бяков Іван Іванович
Іва́н Іва́нович Бя́ков (* 21 вересня 1944, Ісаковці, Кірово-Чепецький район, Кіровська область, Росія — † 4 листопада 2009) — український радянський біатлоніст, олімпійський чемпіон, заслужений майстер спорту.
Із 1974 року Іван Бяков мешкав у Києві, закінчив Київський інститут фізичної культури. Був чемпіоном СРСР у гонці на 20 км у 1973 році.
На Олімпіадах у Саппоро та Інсбруку Іван Бяков виграв дві олімпійські золоті медалі у складі естафетної команди Радянського Союзу в естафеті 4 х 7,5 км.
Нагороджений орденом «Знак Пошани».
Іван Іванович Бяков із 1992 по 1998 роки був президентом Федерації біатлону України та членом Національного олімпійського комітету України, до 2009 року був членом президії Федерації біатлону України.